# Intercambiador Uwajimaminami

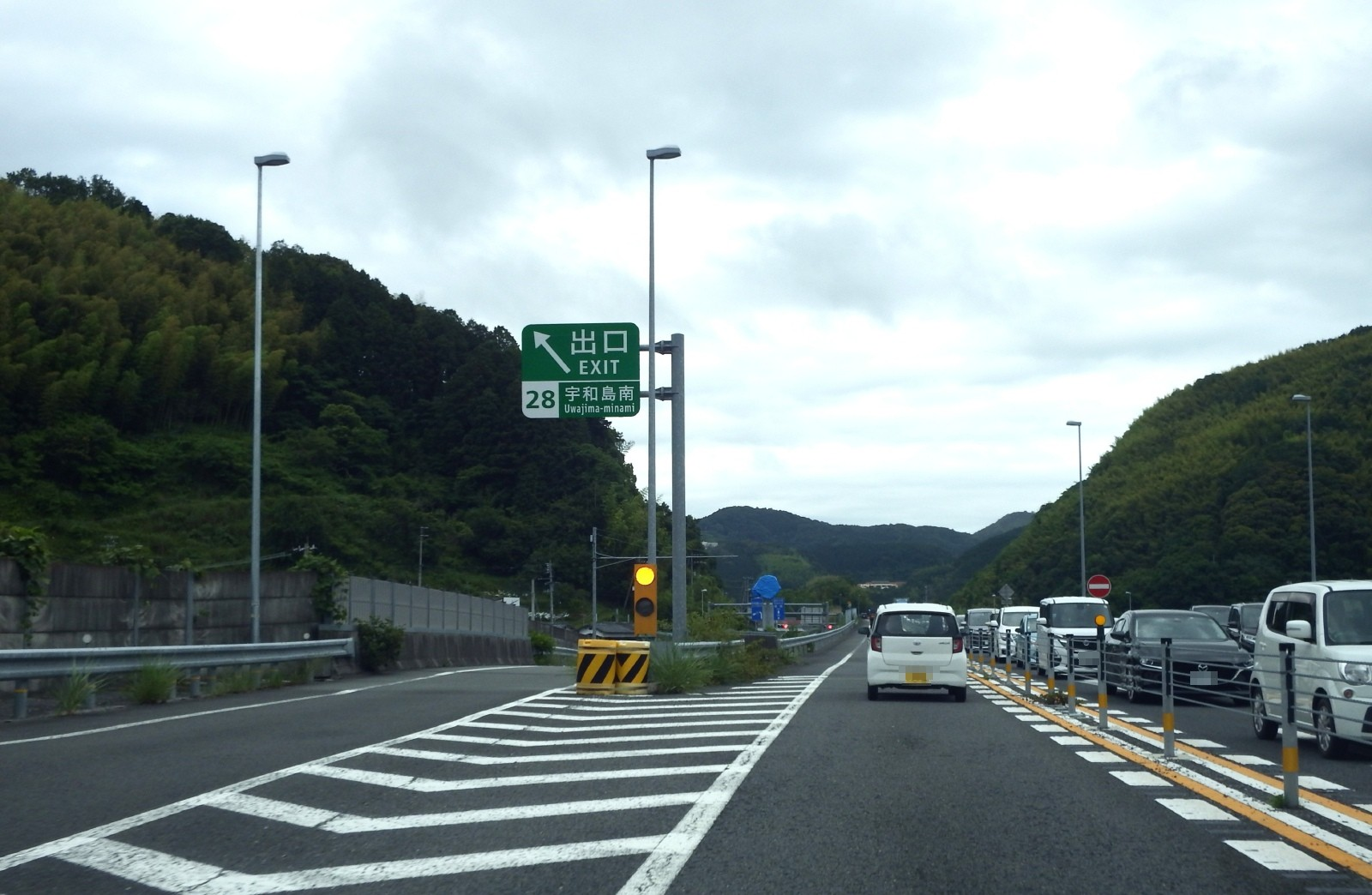
Intercambiador Uwajimaminami

El Intercambiador Uwajimaminami (宇和島南インターチェンジ Uwajimaminami-intāchenji?) es un intercambiador de la Ruta Uwajima que se encuentra en el distrito Yorimatsu (寄松?) de la Ciudad de Uwajima de la Prefectura de Ehime. 

## Cruce importante
- Ruta Nacional 56

## Alrededores del intercambiador
- Mercado de Frutas de Uwajima (宇和島青果市場 Uwajima-seika'ichiba?)

## Intercambiador anterior y posterior
- Ruta Uwajima

Intercambiador Uwajimabetto << Intercambiador Uwajimaminami >> Intercambiador Tsushima (proyectado)